# Marina Meinander
Marina Helena Charlotta Meinander (* 4. Januar 1967 in Turin, Italien) ist Dramaturgin am Schwedischen Nationaltheater in Finnland. Sie ist Autorin von Theaterstücken, Drehbüchern und eines Musical-Librettos, arbeitet als Übersetzerin und leitet die Theatergruppe IRTI-group.

## Leben und Werk
Marina Meinander wurde in Turin (Italien) geboren, wuchs jedoch in Finnland und Deutschland auf, wo ihr Vater arbeitete. Die Familie gehört der finnlandschwedischen Minderheit in Finnland an. Nach ihrem Abitur, das sie an der Deutschen Schule in Helsinki ablegte, studierte sie Journalismus an der Universität Helsinki und arbeitete danach für einige Jahre als Journalistin beim Finnischen Rundfunk im Radio- und Fernsehbereich.
Danach studierte sie Dramaturgie an der Theaterhochschule in Helsinki und begann erste Theaterstücke zu schreiben und zu inszenieren. Parallel zum Studium arbeitete sie als Dramaturgin und Regieassistentin mit bedeutenden Regisseuren, u. a. am Deutschen Theater in Berlin und den Städtischen Bühnen Osnabrück. Seit dem Jahr 2000 ist sie Dramaturgin am Schwedischen Nationaltheater (Svenska Teatern) in Helsinki.
Das Musical KICK, das sie gemeinsam mit Carita Holmström schrieb, wurde im Februar 2003 am Svenska Teatern in Helsinki uraufgeführt. Seine deutsche Erstaufführung fand am 5. März 2005 als Koproduktion der Vorpommerschen Landesbühne und des Theaters Vorpommern in Greifswald statt.
Drehbücher schrieb sie für TV-Serien und (gemeinsam mit Hanna Raulo) für den Film Sirpaleita . Zudem ist sie als Übersetzerin tätig, schreibt und inszeniert für freie Theatergruppen, vor allem für ihre eigene Gruppe "IRTI-group", in welcher sie mit Kirsi Porkka zusammenarbeitet.
Marina Meinander lebt in Helsinki.

## Veröffentlichungen in deutscher Sprache
- KICK (Musical, Musik: Carita Holmström, Libretto: Marina Meinander). Aus dem Schwedischen von Regine Elsässer und Marina Meinander. Theaterverlag Hofmann-Paul, Berlin 2004. (Uraufführung: 2003 am Svenska Teatern in Helsinki; dt. Erstaufführung: 5. März 2005, Greifswald)